# A Burglar for a Night (film 1911)
A Burglar for a Night è un cortometraggio muto del 1911 diretto da Bert Haldane

## Trama
Un disoccupato rapina la casa dove lavora come domestica la sua fidanzata.

## Produzione
Il film fu prodotto dalla casa di produzione Hepworth.

## Distribuzione
Distribuito dalla Hepworth, uscì nelle sale cinematografiche britanniche nel settembre 1911.